# Любовское сельское поселение
Любовское сельское поселение — муниципальное образование в составе Рославльского района Смоленской области России. Административный центр — деревня Коски.
Главой поселения и Главой администрации является Гришина Ольга Юрьевна.

## Географические данные
- Расположение: южная часть Рославльского района
- Граничит:
  - на северо-востоке — с Екимовичским сельским поселением
  - на востоке — с Ивановским сельским поселением
  - на юго-востоке — с Брянской областью
  - на юго-западе — с Пригорьевским сельским поселением
  - на западе — с Волковичским сельским поселением
  - на северо-западе — с Кирилловским сельским поселением
  - на севере — с Костырёвским сельским поселением
- Крупные реки: Остёр.
- По территории поселения проходит автомобильная дорога А101 Москва — Варшава («Старая Польская» или «Варшавка»).
- По территории поселения проходит железная дорога Рославль — Фаянсовая, имеются станции: Аселье, О.п. 23-й км.

## История
Образовано Законом Смоленской области от 28 декабря 2004 года. Законом Смоленской области от 20 декабря 2018 года в Любовское сельское поселение к 1 января 2019 года были включены все населённые пункты упразднённого Костырёвского сельского поселения.

## Население
| 2011  | 2012  | 2013  | 2014  | 2015  | 2016  | 2017  |
| ----- | ----- | ----- | ----- | ----- | ----- | ----- |
| 1251  | ↘1229 | ↘1206 | ↗1235 | ↘1201 | ↘1164 | ↘1125 |
| 2018  | 2019  | 2020  | 2021  |       |       |       |
| ↘1113 | ↘1075 | ↗1388 | ↘1253 |       |       |       |

## Населённые пункты
На территории поселения находятся 30 населённых пунктатов:
| №  | Населённый пункт            | Тип     | Население |
| -- | --------------------------- | ------- | --------- |
| 1  | Афанасовка                  | деревня | 0         |
| 2  | Барсуки                     | деревня | 149       |
| 3  | Будка                       | деревня | 13        |
| 4  | Васильевка                  | деревня | 1         |
| 5  | Григорьевка                 | деревня | 9         |
| 6  | Каменка                     | деревня | 5         |
| 7  | Корнеевка                   | деревня | 10        |
| 8  | Коски                       | деревня | 515       |
| 9  | Костыри                     | деревня | 170       |
| 10 | Красники                    | деревня | 37        |
| 11 | Красный                     | посёлок | 75        |
| 12 | Липовка                     | деревня | 2         |
| 13 | Луги                        | деревня | 9         |
| 14 | Михайловка                  | деревня | 21        |
| 15 | Новая Буда                  | деревня | 2         |
| 16 | Новое Степаньково           | деревня | 0         |
| 17 | Ново-Петрово                | деревня | 23        |
| 18 | Подопхаи                    | деревня | 1         |
| 19 | Кургановского Лесничестства | посёлок | 59        |
| 20 | Семёновка                   | деревня | 35        |
| 21 | Старое Курганье             | деревня | 9         |
| 22 | Староселье                  | деревня | 8         |
| 23 | Суборовка                   | деревня | 9         |
| 24 | Утехово-1                   | деревня | 31        |
| 25 | Утехово-2                   | деревня | 3         |
| 26 | Утоки                       | деревня | 45        |
| 27 | Черныши                     | деревня | 13        |
| 28 | Чижовка-1                   | деревня | 0         |
| 29 | Чижовка-2                   | деревня | 441       |
| 30 | Чижовка-3                   | деревня | 44        |

## Экономика
Сельхозпредприятия, магазины.